# Кепитъл Рекърдс
„Кепитъл Рекърдс“ е американски звукозаписен лейбъл, собственост на „Юнивърсъл Мюзик Груп“ чрез своя импринт „Кепитъл Мюзик Груп“. Основана е като първата значителна звукозаписна компания на Западното крайбрежие в САЩ през 1942 г. от Джони Мърсър, Бъди ДеСилва и Глен Е. Уоликс. „Кепитъл Рекърдс“ е придобита от британския музикален конгломерат „И Ем Ай“ като негово северноамериканско дъщерно дружество през 1955 г. През 2012 г. „И Ем Ай е придобит от „Юнивърсъл Мюзик Груп“, а година по-късно е обединен с компанията, като по този начин „Кепитъл“ и „Кепитъл Рекърдс“ се разпространяват от „Юнивърсъл Мюзик Груп“. Кръглата сграда на централата на лейбъла е призната забележителност на Холивуд, Лос Анджелис, Калифорния.
„Кепитъл“ е известен като звукозаписната компания на „Бийч Бойс“ и „Кингстън Трио“, както и като американския лейбъл на „Бийтълс“ (групата работи първоначално само с „Парлофон Рекърдс“), особено в годините на бийтълманията в САЩ от 1964 до 1967 г. Списъкът с изпълнители на „Кепитъл Рекърдс“ включва още Кейти Пери, „Айс Спайс“, Сам Смит, Трой Сиван, „Кодак Блек“, Доучи, „Фифти Сент“, „Йеат“, Янг Мико, Маги Роджърс, Луис Капалди, Найъл Хоран, „Кингс ъф Лиън“, Пол Маккартни, „Би Джийс“, „Ройел Отис“ и „Мяу“.